# David van Royen
David van Royen  ( 1727  - 1799 )  foi um médico e botânico neerlandês.